# Chronic Logic
Chronic Logic ist eine unabhängige Entwicklergruppe von Computerspielen. Sie wurde 2001 von Alex Austin und Ben Nichols gegründet, nachdem der große Erfolg von Austins Brückenbausimulation Bridge Builder verhieß, dass Interesse an solchen kleinen Spielen bestehe. So sind denn auch die Nachfolger zu Bridge Builder, besonders Pontifex und Bridge Construction Set, die erfolgreichsten Veröffentlichungen von Chronic Logic.

## Geschichte
Das erste von Chronic Logic veröffentlichte Spiel war Pontifex als Nachfolger von Bridge Builder.
Im Februar 2002 zog Chronic Logic in ein neues Büro. Josiah Pisciotta stieß zu den Entwicklern.
Im gleichen Jahr unterbrachen sie die Entwicklung eines größeren Titels, um ein kleines Computer-Geschicklichkeitsspiel zu entwickeln. Nach eigenen Angaben war nicht von vornherein eine Veröffentlichung vorgesehen, schließlich wurde das Spiel aber unter dem Namen Triptych herausgegeben.
Im September 2002 wurde das dritte Spiel, Pontifex II, veröffentlicht. Der Titel wurde später in Bridge Construction Set geändert. Es gewann den Independent Games Festival Publikumspreis 2003.
Im Januar 2003 erwarben Austin und Pisciotta den Anteil von Ben Nichol an Chronic Logic. Ben Nichol hatte die Gruppe einige Monate zuvor verlassen.
Weitere von Chronic Logic veröffentlichte Spiele sind Bridge It, eine vierte Brückenbausimulation, die in Zusammenarbeit mit Nvidia und Auran entstand, und Gish, das in The New York Times erwähnt wurde.

## Spiele

### Triptych
Triptych (englisch für Triptychon) ist ein Tetris-ähnliches Computerspiel. Der Spieler steuert elastische Steine, die den Gesetzen der Physik gehorchen. Berühren sich mindestens drei Teilblöcke gleicher Farbe, lösen sie sich auf.

#### Spielprinzip
Wie bei Tetris hat man ein rechteckiges Spielfeld, in das nacheinander Steine fallen. Die Steuerung der Steine ist jedoch erweitert: Die Steine können stufenlos bewegt werden. Die Steuerungsmöglichkeiten sind links, rechts, oben, unten sowie Drehungen im oder gegen den Uhrzeigersinn, während aber immer die Schwerkraft auf den Stein einwirkt. Außerdem verhalten sich die Steine beim Aufprall elastisch und können danach weiterbewegt werden. Im Gegensatz zu Tetris bestehen die Steine nur aus drei Teilen, was zwei mögliche Formen ergibt.
Die Steuerung des jeweiligen Blocks ist zeitlich begrenzt. Ist die Zeit abgelaufen, die durch eine grüne Säule neben dem Spielfeld symbolisiert wird, fällt der Block unkontrolliert, aber nach den Gesetzen der Physik zu Boden und ein neuer Block erscheint, der gesteuert werden kann. Der Spieler kann den Block aber auch vorzeitig aus der Kontrolle geben, so dass er beim nächsten Block mehr Zeit hat.
Die Teilblöcke haben in der Regel unterschiedliche Farben. Anders als bei Tetris geht es nicht darum, eine Reihe zu füllen. Wenn drei Teile gleicher Farbe sich berühren, werden sie „elektrisiert“ und verschwinden.
Der obere Randbereich des Spielfelds ist Sperrzone. Wenn sich nach Ablauf des Zeitlimits für den gesteuerten Block noch irgendein nicht-elektrisierter Teil darin befindet, endet das Spiel.
Die Punktzahl für einen elektrisierten Block erhöht sich für begrenzte Zeit (rechte grüne Säule), wenn mehr Teile elektrisiert werden. Weitere elektrisierte Teile treiben die Punktzahl weiter in die Höhe und geben zusätzlich Zeit.

#### Spielpraxis
Um nicht nur lange zu überleben, sondern auch viele Punkte zu sammeln, muss der Bonus so hoch wie möglich getrieben werden. Damit wird das Spiel auch in niedrigen Levels sehr viel hektischer als bei Tetris, welches das schnelle Fallenlassen von Blöcken nur unwesentlich mit Punkten honoriert.

### Pontifex, Pontifex II/Bridge Construction Set, Bridge It
siehe Bridge Builder

### Gish

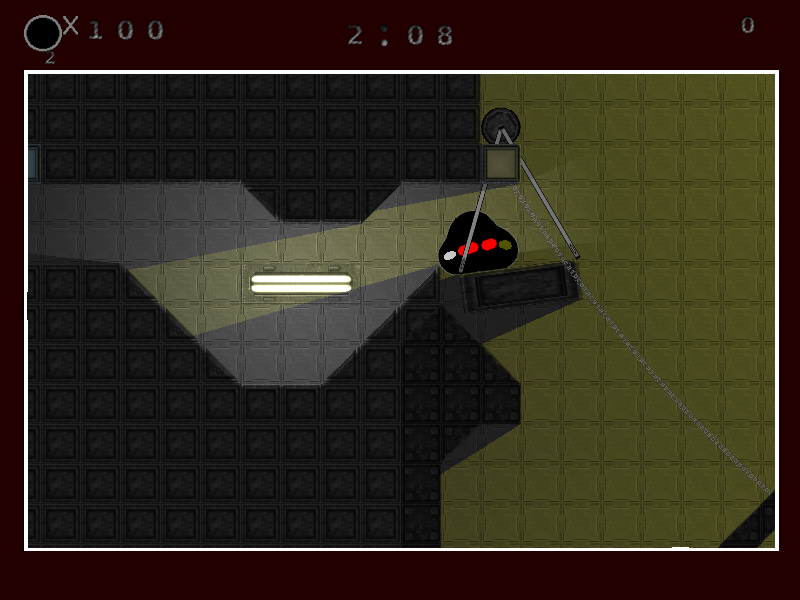
Screenshot von FreeGish

Hierbei handelt es sich um ein ungewöhnliches Jump 'n Run. Der Spieler steuert einen Teerklumpen, der sich nach den Gesetzen der Physik verhält.
Eine Besonderheit ist, dass es für die meisten Aktionen keine spezielle Taste gibt, sondern dass sich die Art, wie man zum gewünschten Ergebnis kommt, aus der Physik ergibt; will man beispielsweise eine Kiste über einen Abgrund werfen, so kann man sie nicht einfach "nehmen" und "werfen" drücken. Stattdessen macht man die Oberfläche des Teerklumpens klebrig, berührt die Kiste, rollt ein Stück von der Kiste weg, was dazu führt, dass die Kiste auf den Teerklumpen gezogen wird, dann lässt man die Kiste ein wenig einsinken und schließlich lässt man den Teerklumpen in Kugelform erstarren, was dann dazu führt, dass die Kiste weggestoßen wird.
2010 war Gish Teil des sehr erfolgreichen ersten Humble Indie Bundles und deswegen wurde aufgrund des Erfolges der Quelltext des Spieles unter einer Open-Source-Lizenz freigegeben. Als Ergebnis wurde Gish durch Enthusiasten für weitere Plattformen portiert wie z. B. AmigaOS 4, Linux, Mac OS X und die Handheld-Konsole Pandora.